# الهجرات السلافية إلى البلقان
حدثت الهجرات السلافية إلى البلقان منذ منتصف القرن السادس والعقود الأولى للقرن السابع في العصور الوسطى الأولية بعد سلسلة من الحروب بين الإمبراطورية الساسانية وخاقانية أفار ضد الإمبراطورية الرومانية الشرقية. سُهِّل الاستيطان من خلال التناقص الكبير لعدد سكان البلقان خلال فترة طاعون جستينيان. تكون الجزء الأساسي من خاقانية أفار من القبائل السلافية، التي، بعد الحصار الفاشل للقسطنطينية في صيف عام 626، بقيت في المنطقة الأوسع من البلقان بعدما استوطنوا المقاطعات البيزنطية جنوب نهر سافا والدانوب، من البحر الأدرياتيكي باتجاه بحر إيجة صعودًا نحو البحر الأسود. كانت بيزنطة مجهدة بعدة عوامل وانكمشت إلى الأجزاء الساحلية للبلقان، ولم تتمكن من تمويل حرب على جبهتين واستعادة مقاطعاتها المفقودة، لكنها تصالحت مع حقيقة إنشاء سكلافيناس وأنجزت تحالفًا معهم ضد أفار وخاقانية البلغار.

## خلفية
قبل فترة الهجرة العظيمة، كان سكان البلقان مؤلفين من الإيليريون والتراقيون الذين ترَومنوا (تحولوا إلى الرومانية) وتهيلنوا (تحولوا إلى الهيلينية). كان هناك أيضًا مجتمعات صغيرة من الهيرليون والبستارنيون واللومبارديون والسكيريون. بعد الحملات المدمرة لأتيلا الهوني والقوطيون الذين كانوا من شعب الفويدراتي سابقًا، ما تسبب بسقوط الأمبراطورية الرومانية الغربية، بدأ الإمبراطور الروماني الشرقي جستينيان الأول بإعادة تشييد الحصون والمدن والمسيحية. ومع ذلك، أهلك طاعون جستينيان (541-549 حتى منتصف القرن الثامن) السكان الأصليين ما تسبب في إضعاف الليمس البانوني والدانوبي. سمحت كل سنوات الحرب والسلب والجائحة والكوارث الطبيعية بالغزو وهجرة السلافيين الشرقيين الذين كان يقودهم الأفار البانونيين.

## التاريخ
يُقسم السلافيون الذين استوطنوا البلقان إلى مجموعتين هما الأنتاي والسكلافيني. يُعتبر أن المجموعات الصغيرة للسلافيين قد تكون شاركت منذ نهاية القرن الخامس في حملات الهونيين والقبائل الجرمانية. يعود تاريخ أول الغارات السلافية المؤكدة إلى بدايات القرن السادس خلال فترة الإمبراطور الروماني الشرقي جستنيان الأول (518-527) وتزامن ذلك مع نهاية الثورة الفيتالية (511-518). سجل بروكيبيوس أنه في عام 518 قطع جيش كبير من الأنتاي، الذين كانوا يسكنون بالقرب من السكلافيني، نهر الدانوب إلى المنطقة الرومانية. استمروا بغارات أسرع وأقوى في فترة جستينان الأول (527-565)، وسجل بروكيبيوس أن كل من الإليريين والتراقيين كانوا ضحيةً للسلب كل عام من قبل الهونيين والسكلافيين والأنتاي، الأمر الذي سبب ضررًا كبيرًا للسكان الرومانيين الأصليين، ما حول المنطقة إلى صحراء سيثية. بسبب افتقاد اللايميس الدانوبية للحاميات، تمكن جستينيان الأول من إقامة تحالف مع الأنتاي لإيقاف الغارات البربرية على منطقة الأنتاي في الدانوب الأدنى. سبب ذلك غارات سلافية أكبر من منطقة بودونافلجي، لكن تبعها استيطان مسالم دائم في المنطقة البيزنطية والذي بدأ في عام 550 أو 551. تغيرت الأشياء مع وصول الأفار البانونيين الذين قاتلوا ضد الأنتاي واستعبدوا كثيرًا من الأنتاي والسكلافيين. بعد موت جستينيان الأول، قطع الإمبراطور الروماني الجديد جوستين الثاني (565-574) دفع المعونات إلى الأفار ما أشعل فترة حروب دامت قرنًا كاملًا تقريبًا. مع انشغال البيزنطيين بحروب 572-591 و602-628 مع الإمبراطورية الساسانية، شن الأفار والسلافيون بغارات مدمرة من إيطاليا الشمالية صعودًا نحو اليونان الجنوبية، وبحلول القرن السابع، استوطن السلافيون في كل مقاطعات البلقان وبيلوبونيز. لم يتمكن الإمبراطور الروماني موريس (582-602) في حملاته البلقانية من إيقافهم من تطبيق حصار ناجح على سيرميوم وفيميناسيوم وثيسالونيكا، مدمرين مدنًا مختلفة بما في ذلك جستينيانا بريما وسالونا، وبلغت ذروتها في حصار القسطنطينية.
وفقًا لبروكوبيوس، كان التنظيم السياسي والاجتماعي السلافي نوعًا من الديموكراتيا وفيه كان يُحكم المجتمع القبلي من قبل مجلس من النبلاء. مكنهم ذلك من البقاء مع بعضهم بصرف النظر عن العوامل البيئية، ولكن وفقًا ليوهانس كودر، فذلك أعاق إنشاء مقاومة عسكرية منظمة ضد العدو ما وضعهم في حالة من العيش تحت قيادة سياسية غريبة. عندما دخل السلافيون ولاحقًا الأفار البلقان لم يملكوا مجهودًا حربيًا حضاريًا، ولكن حوالي عام 587 امتلكوا المعرفة في تطبيق الحصار من خلال اتصالهم بالثقافة البيزنطية وبسبب ذلك لم يوقفهم أي استيطان حضري وحصن بعد ذلك. مع تدمير التحصينات الرومانية حصلت خسارة في القوة البيزنطية العسكرية والإدارية في المقاطعات الرومانية. غالبًا ما أهلِك السكان الأصليون وأعيد استيطان الأراضي المدمرة من قبل مجموعات صغيرة أو كبيرة من السلافيين. يُعتبر أن الاستيطان ضمن السكان الأصليين، وغالبًا استبدالهم، حدث خلال الخريف عندما أمِنت مؤن الشتاء للبشر والحيوانات. بعد الاختلاط مع السكان الأصليين الذين نجوا في مجتمعات صغيرة بالاعتماد على المنطقة، امتلك السلافيون أسماء قبائل من أصل مكاني. سكن السلافيون في البلقان بصورة مكثفة، وبصورة أدق في ولاية إليريكم الإمبراطورية؛ في مقاطعة نوريكوم الرومانية اللاحقة كان الاستيطان السلافي للألب الشرقية (بما في ذلك شعب كارانتانيان) بينما في بانونيا استوطن السلاف البانونيون (مع الدويلبس البانونيون)؛ استوطنت مقاطعة دالماتيا من قبل الكروات البيض (وغودوسكاني) والصرب والنارنتين وزاكلوميان وترافوجيان وكاناليت بينما استوطنت مقاطعة برايفاليتانا من قبل الدوكليان؛ وسكن الميريهانيون وبرانيشيفسي وتيموشاني وبارادينينستي في مقاطعات مويسيا وداردانيا؛ سُكنت مقاطعة داسيا ريبينسيس ومويسيا سيكوندا من قبل سبع قبائل سلافية والسيفيريانس؛ بينما في جزء من الأبرشية التراقية سكن السمولياني والستريمونتيس، وفي كامل أبرشية مقدونية كان هناك عدد كبير من القبائل من الدروغوباتي والبيرزيتي وساغوديت ورينشينوي وبايونيتاي وبيليغيزيت وميلينغوي وإيزيرياتي. نُقل جزء من السلافيين في تراقيا إلى الأناضول والذين عُرفوا لاحقًا باسم سلافيون آسيا الصغرى.
ومع ذلك، بعد استيطان السلافيين، تحولت البلقان إلى الوثنية ودخلت في العصور المظلمة، والتي كانت تعيشها معظم أوروبا في ذلك الوقت. بدأ العديد من السلافيين بعد فترة وجيزة تقبل العادات الثقافية للمقاطعات البيزنطية المتحضرة جدًا، ومن أجل توسيع تأثير دولتهم وثقافتهم على السلافيين الجنوبيين، بدأ البيزنطيون بعملية التحويل إلى المسيحية. في نهاية المطاف استوطن السلافيون في المقاطعات الرومانية اللاحقة لبانونيا وحصلت دالماتيا على قيمة معتبرة من الحكم الذاتي أو الاستقلال منشِئةً السكلافينياس المتأثر بكلا الإمبراطوريتين البيزنطية والفرنجية، وأصبح جزء كبير من أبرشية داسيا وتراقيا من الإمبراطورية البلغارية الأولى، بينما افتقدت أبرشية مقدونيا (البلقان الجنوبية وبيلوبونيز) التنظيم السياسي بسبب استعادة الإمبرطوارية البيزنطية السيطرة واندمجت بعد مئتي عام مع الأغلبية اليونانية، بينما في مقاطعة ألبانيا الحالية مع الأغلبية المتحدثة بالألبانية.

## علم الآثار
سافر السلافيون معظم الوقت بمحاذاة الأودية النهرية، بينما في البلقان الجنوبية، حيث واجهوا مقاومة شديدة من قبل القوات اليونانية الأصلية، سافروا بمحاذاة السلاسل الجبلية. بعد فترة قصيرة جدًا من الوصول، تغيرت الثقافة الأركيولوجية السلافية نتيجة التأثر بالثقافات الرومانية واليونانية الأصلية. وفقًا للبيانات الأركيولوجية، يُعتبر أن التحرك الرئيسي للسلافيين كان من وادي الدانوب الأوسط. تألفت الثقافة الإيبوتيستية-الكاندستية من خليط من ثقافات براغ-كورشاك السلافي وبينكوفكا مع بعض عناصر الثقافة المدعوة مارتينوكفا. تنحدر أغلبية السكان السلافيين في البلقان وبيلوبونيز وفقًا لذلك من الأنتاي. وفقًا للبيانات الأركيولوجية والمصادر التاريخية، انخرط السلافيون معظم الوقت في الزراعة وزراعة نبات ذيل الثعلب الإيطالي والذي قدم القمح وأيضًا الكتان. زرعوا خضروات وفواكه متنوعة، وتعلموا زراعة العنب. انخرطوا بشكل نشط في تربية الحيوان، إذ استخدموا الأحصنة لأغراض عسكرية وزراعية وربوا الثور والماعز. أولئك الذين عاشوا في تضاريس جبلية كانوا رعاة غنم في أغلبهم. أولئك الذين عاشوا بالقرب من البحيرات والأنهار والبحار استخدموا أيضًا خطافات وشباك متنوعة من أجل صيد الأسماك. عُرفوا بصورة خاصة بإتقانهم النجارة والتي استُخدمت أيضًا لبناء السفن ولكن أيضًا عرفوا الأشغال المعدنية وصناعة الفخار.